# NGC 3154
NGC 3154 (również PGC 29759 lub UGC 5507) – galaktyka spiralna (Sb), znajdująca się w gwiazdozbiorze Lwa. Odkrył ją Édouard Jean-Marie Stephan 12 marca 1880 roku.
W galaktyce tej zaobserwowano supernową SN 2008hx.